# FK Älven
FK Älven, bildad 2002 av Jonas Lundström och Lars Andersson, är en friidrottsklubb baserad i Umeå, Sverige. 
Tanken med klubben är att ha en geografiskt obunden förening som ska kunna verka på flera platser. Den hade spridd verksamhet under 2002 till 2004. 2005 startade verksamheten med en större satsning i Umeå och har fram till 2007 vuxit. Bland annat har den varit en av de första klubbar att erbjuda träning för vuxna under passen.
FK Älvens färger är röd, svart och blå.